# Pattonomys
Паттономис (Pattonomys)  — рід гризунів родини Ехімісові. Рід названий на честь Джеймса Л. Паттона. Види, що утворюють рід мешкають на півночі Південної Америки, у Перу, Еквадорі, Колумбії, Венесуелі.

## Морфологія
Розміри від середнього до великого, адаптований для життя на деревах. Колір хутра зазвичай сірий на голові і з боків, часто з жовтуватим відтінком; спина з коричневим відтінком; хвіст рівномірно червонувато-коричневий, злегка вбраний по всій довжині тонкими волосками. Хутро включає міцні голки, їх багато на крупу з білуватими кінчиками, надаючи крапчастості зовнішності. Має дві пари бічних молочних залоз.

## Систематика
- Рід Pattonomys
  - Вид Pattonomys occasius (Голохвостий озброєний деревний щур)
  - Вид Pattonomys semivillosus (Крапчастий деревний щур)